# Peristicta lizeria
Peristicta lizeria – gatunek ważki z rodziny łątkowatych (Coenagrionidae). Znany tylko z holotypu (który prawdopodobnie zaginął) – samca odłowionego w prowincji Buenos Aires w Argentynie; nie jest znana dokładna lokalizacja tego stanowiska i gatunek nie był już więcej stwierdzony. Niektórzy autorzy uznają ten takson za wątpliwy.